# Ctenognophos insparsa
Ctenognophos insparsa är en fjärilsart som beskrevs av Eugen Wehrli 1928. Ctenognophos insparsa ingår i släktet Ctenognophos och familjen mätare. Inga underarter finns listade i Catalogue of Life.